# Боршевич, Виктор Иванович
Виктор Боршевич, род. 17 июня 1949, село Бравича Каларашского района МССР. Профессор, учёный, Заслуженный деятель науки и образования Республики Молдова, Чрезвычайный и Полномочный посол Молдовы в Китае (2002—2006), популярный телеведущий (2015—2020), публицист. Автор трёх книг, более 200 научных статей и 15 технических изобретений. Научные интересы — теория информации и кибернетика, квантовая механика и гравитация, астрофизика и космология, культурология, история и археология.
Виктор Боршевич посвятил значительную часть своей научной деятельности исследованию происхождения Вселенной и роли чёрных дыр в её эволюции. Его работы получили признание на международном уровне, включая публикации в престижных изданиях и регистрацию в NASA.
В своих исследованиях Боршевич объединил квантовую механику и общую теорию относительности, опираясь на идеи Альберта Эйнштейна о необходимости единой алгебры для описания дискретной и непрерывной природы мира. Он рассматривает чёрные дыры как сферы, состоящие из фотонного конденсата — состояния света с особыми свойствами, подтверждённого экспериментально немецкими учёными. Эта модель позволяет по новому взглянуть на природу чёрных дыр и их решающую роль в космологических процессах, включая исключительно раннее формирование галактик, обнаруженное космическим телескопом James Webb.

## Награды и номинации
1998 Орден Святого Станислава (Лондон — Москва)
2000 «Человек 2000 года» (Американский биографический Институт) 2017
2000 Орден Республики (Республика Молдова)

## Образование, звания и должности
1971 Радиоинженер, Минский Радиотехнический институт.
1978 Кандидат технических наук, Высшая аттестационная комиссия СССР.
1978 Консультант Государственного художественного музея МССР (выставка японской классической гравюры XVIII—XIX в.в.)
1982 Доцент, Высшая аттестационная комиссия СССР.
1990 Доктор технических наук, Высшая аттестационная комиссия СССР. 1991 Профессор, Государственный коммитет СССР по образованию.
1993 Сертификат Academy for Educational Development, США.
1995 Академик Международной академии информатизации (при ООН), Президент отделения в Республике Молдова.
1996 Академик Нью-Йоркской Академии Наук, США.
1998 Председатель оргкоммитета Международной конференции «Информационные и электронные технологии — эффективность, безопасность, конфликты» (Кишинев 1998).
1999 Председатель оргкоммитета Международного симпозиума «Мир компьютеров и мир людей — взаимодействие и конфликты» (Кишинев 1999).
1998—2001 Председатель Совета по информатизации и информационным ресурсам при Президенте Республики Молдова.
2002—2006 Чрезвычайный и Полномочный посол Республики Молдова в Китайской Народной Республике. 2015—2020 Председатель Президентской комиссии по культурному наследию и культам.
2024 Представитель Молдовы в International Coordinating Committee of Space Research Meeting MG-17.

## Издательская деятельность
Главный редактор ежегодника «Acta Academia» (1996—2002, издано 7 томов)
Член редакционной коллегии международного научного журнала «Reflective Processes and Control» (с 2001)
Член редакционной коллегии международного научного журнала «Stratum+» (с 2003)

## Книги
- «Информационный подход к моделированию технологических процессов» (1984)
- «Молдавский иероглиф» (2011)
- «Чёрные дыры и рождение Вселеной» (2019)

## Главные научные работы
Рефлексивные процессы, психология и кибернетика, экономика и социология
- «Типология рефлексивных процессов на рынках ценных бумаг (информационно-психологический подход)» (1999)
- «Теория рефлексивности Джорджа Сороса: опыт критического анализа» (2002)
- «Стратагемы рефлексивного управления в западной и восточной культурах» (2002)
- «Reflexive Games of the Human Mind: People as Dolls and Dolls as People, People and Automats» (2019)

## Культурология, история и археология
«Археология китайской культуры: загадки континуитета» (2003) «Антропология восхождения: дискурс цивилизаций» (2005)

## Космическая медицина
«Mathematical method for running spectrum analysis» (1993)

## Квантовая физика, астрофизика и космология
- «Schroedinger’s Equation — Information and Energy» (1997)
- «Condensed light, quantum black holes and L-CDM cosmology: Experimentally suggested and tested unified approach to dark matter, dark enegy, cosmogenesis and two-stage inflation» (2023)
- «Connecting Gravity and Quantum Physics: Primordial Black Holes and the Evolution of the Universe» (2024)

## Хобби и увлечения
Альпинизм, боевые искусства, яхтсмен, художественная графика, искусствоведение, поэзия.